# Julie Hagerty
Julie Hagerty, född 15 juni 1955 i Cincinnati, Ohio, är en amerikansk skådespelare och före detta modell.

## Tidiga år
Hagerty föddes i Cincinnati i Ohio. Hennes föräldrar heter Harriet Yuellig, verksam som sångerska och modell, och Jerry Hagerty, musiker. De skilde sig efter en tid. Hagerty studerade vid Indian Hill High School. När hon var 15 år gammal skrev hon på som modell för Ford Models, och arbetade som det under sommarloven i New York. 1972 flyttade hon dit för att arbeta för sin brors teatergrupp, samt för att studera hos skådespelaren William Hickey.

## Karriär
Sin debut i en off-Broadway-pjäs gjorde hon 1979 som stjärnan i Mutual Benefit Life för sin brors teatergrupp, "The Production Company". Hon fortsatte med scenframträdanden, och hade bland annat huvudrollen i en Broadwayversion av The House of Blue Leaves. Hennes första filmroll var i All That Jazz (1979), men de få scener hon medverkade i klipptes bort från den färdiga filmen. Strax efter det blev hon uttagen till att spela i Titta vi flyger (1980). Den gjorde succé när den hade premiär i juni 1980 och blev den biofilm som dittills dragit in mest pengar i historien, ett rekord som höll sig tills Ghostbusters dök upp i biosalongerna 1984. Filmen ansågs vara den första moderna parodifilmen, och Hagerty blev i ett slag en erkänd komediskådespelare.
Hagerty hade under 1980-talet huvudrollen i många långfilmer, från de kritikerrosade Lost in America (1985) och Woody Allens En midsommarnatts sexkomedi (1982) till den sågade Beyond Therapy (1987). Rollfigurerna hon fick gestalta var oftast naiva eller utflippade personer som verkade omedvetna om det eventuella kaos som omringade dem, som till exempel i Titta vi flyger (1980) och dess uppföljare Nu flyger vi ännu högre (1982). Genom hela 1990-talet och 2000-talet figurerade Hagerty oftast i tv-filmer eller så fick hon biroller i Hollywood-produktioner som Just Friends 2005 och She's The Man 2006. Hon fick emellertid en roll i sitcom-serien Women of the House (1994), men eftersom hon för tillfället var bunden i ett annat projekt fick Valerie Mahaffey vikariera för henne i flera avsnitt. Till slut anslöt sig Hagerty till ensemblen. Hon var med i två avsnitt. Därefter drog hon sig tillbaka igen och lät Mahaffey ta över.  2002 var hon med i Broadwayuppsättningen Morning's at Seven. 2007 fick hon en roll i CSI-avsnittet "Leapin' Lizards". Hennes senaste filmframträdande var i kortfilmen 2081, baserad på Kurt Vonneguts novell Harrison Bergeron.
När den amerikanska skådespelaren Selma Blair blev utfrågad om vilka som var hennes största influenser, nämnde hon bland andra Julie Hagerty.

## Privatliv
Hagerty har varit ihop med skådespelaren och regissören Albert Brooks, i vars film Lost in America (1985) hon hade en roll, samt med koreografen Bob Fosse. Hon gifte sig med Peter Burki 1986 och ansökte 1991 om skilsmässa. 1999 gifte hon om sig med livförsäkrings-magnaten och teaterproducenten Richard Kagan.

## Filmografi (urval)
- 1980 – Titta vi flyger
- 1982 – Nu flyger vi ännu högre
- 1982 – En midsommarnatts sexkomedi
- 1985 – Lost in America
- 1987 – Beyond therapy
- 1989 – Rude Awakening
- 1989 – Spårhundar på Broadway
- 1991 – Hur mår Bob?
- 1992 – Kaos i kulissen
- 1997 – U-Turn
- 1999 – Berättelsen om oss
- 2001 – Storytelling
- 2001 – Freddy Got Fingered
- 2003 – A Guy Thing
- 2005 – Just Friends
- 2006 – She's The Man
- 2009 – En shopaholics bekännelser
- 2009 – 2081
- 2011–idag – Family Guy
- 2012 – Happy Endings
- 2013 – A Master Builder

### Fotnoter
1. ↑  ”Julie Hagerty Biography”. Filmreference.com. http://www.filmreference.com/film/0/Julie-Hagerty.html. Läst 10 oktober 2010.
2. ↑  ”Michael Hagerty, Actor, 39”. The New York Times. http://www.nytimes.com/1991/05/02/obituaries/michael-hagerty-actor-39.html. Läst 10 oktober 2010.
3. ↑  ”Surely It's 30 (Don't Call Me Shirley!)”. The New York Times. http://www.nytimes.com/2010/06/27/movies/27airplane.html?8dpc. Läst 10 oktober 2010.
4. ↑  ”Trivia”. Selma-Blair.com. Arkiverad från originalet den 31 oktober 2011. https://web.archive.org/web/20111031033349/http://www.selma-blair.com/selma-blair/trivia/. Läst 9 oktober 2010.
5. ↑  ”Julie Hagerty - Photos - - Moviefone”. Movies.aol.com. Arkiverad från originalet den 26 juli 2018. https://web.archive.org/web/20180726103553/http://movies.aol.com/celebrity/julie-hagerty/29559/photos/actress-julie-hagerty-l-and-husband-richard-kagan-r-arrive-at-the-opening/1465588. Läst 10 oktober 2010.